# Ingatorps distrikt
Ingatorps distrikt är ett distrikt i Eksjö kommun och Jönköpings län. 
Distriktet ligger i nordöstra delen av kommunen. 

## Tidigare administrativ tillhörighet
Distriktet inrättades 2016 och utgörs av socknen Ingatorp i Eksjö kommun.
Området motsvarar den omfattning Ingatorps församling hade vid årsskiftet 1999/2000.